# 廷伯倫 (新墨西哥州)
廷伯倫（英語：Timberon）是位於美國新墨西哥州奧特羅縣的普查規定居民點。

## 人口
根據2020年美國人口普查的數據，廷伯倫的面積為52.61平方千米，當中陸地面積為52.55平方千米，而水域面積為0.06平方千米。當地共有人口345人，而人口密度為每平方千米6.56人。